# Ангуас
Ангуа́с (фр. Angoisse) — коммуна во Франции, находится в регионе Аквитания. Департамент — Дордонь. Входит в состав кантона Иль-Лу-Овезер. Округ коммуны — Нонтрон.
Код INSEE коммуны — 24008.

## География
Коммуна расположена приблизительно в 400 км к югу от Парижа, в 150 км северо-восточнее Бордо, в 45 км к северо-востоку от Перигё.
На западе коммуны протекает река Лу, а на юго-востоке расположено озеро Руффьяк-ан-Перигор.

### Климат
Климат умеренный океанический со средним уровнем осадков, которые выпадают преимущественно зимой. Лето здесь долгое и тёплое, однако также довольно влажное, здесь не бывает регулярных периодов летней засухи. Средняя температура января — 5 °C, июля — 18 °C. Изредка вследствие стечения неблагоприятных погодных условий может наблюдаться непродолжительная засуха или случаются поздние заморозки. Климат меняется очень часто, как в течение сезона, так и год от года.

## Население
Население коммуны на 2010 год составляло 616 человек.
| 1962 | 1968 | 1975 | 1982 | 1990 | 1999 | 2010 |
| ---- | ---- | ---- | ---- | ---- | ---- | ---- |
| 871  | 834  | 721  | 619  | 559  | 573  | 616  |

## Администрация
| Период | Период | Фамилия     | Партия       | Примечания             |
| ------ | ------ | ----------- | ------------ | ---------------------- |
| 1983   | 1989   | Лоранс Агат | беспартийный | ассистент              |
| 1989   | 2020   | Жоэль Гадо  | беспартийный | ремесленник, пенсионер |

## Экономика
В 2010 году среди 383 человек трудоспособного возраста (15—64 лет) 274 были экономически активными, 109 — неактивными (показатель активности — 71,5 %, в 1999 году было 66,8 %). Из 274 активных жителей работали 245 человек (131 мужчина и 114 женщин), безработных было 29 (12 мужчин и 17 женщин). Среди 109 неактивных 36 человек были учениками или студентами, 44 — пенсионерами, 29 были неактивными по другим причинам.

## Достопримечательности
- Церковь Св. Мартина
- Замок Буше (XIV век)
- Замок Руффьяк (1872 год). Исторический памятник с 2002 года[5]

## Фотогалерея
- Церковь Св. Мартина
- Замок Руффьяк
- Плотина на озере Руффьяк-ан-Перигор
- Река Лу